# Orchestra „Doina Gorjului”

Orchestra „Doina Gorjului” în 1972, dirijor Gelu Barabancea

Orchestra „Doina Gorjului” este o orchestră populară din Târgu Jiu, Gorj, înființată în 1949.
Orchestra are o vechime de peste 50 de ani și a făcut istorie prin performanțele soliștilor vocali, instrumentiștilor și dansatorilor.

## Taraful Gorjului
Orchestra a luat ființă în luna martie a anului 1949, când Nicolae Novac, președintele Sindicatului lăutarilor din raionul Târgu Jiu, a hotărât înființarea unei orchestre. În cadrul Cinematografului „Căldărușe”, au fost organizate două concursuri de selecție, unul de interpretare individuală și altul cu o formație muzicală. Au fost selectați 80 de instrumentiști și soliști vocali, reprezentând prin repertoriu toate zonele raionului Târgu Jiu.
Orchestra a susținut primul spectacol în aprilie 1949. În perioada 23 noiembrie-13 decembrie 1960 a fost nominalizată, pentru prima dată în calitate de colaboratoare și solista, Maria Tănase. În plin succes interpretativ la Teatrul Satiric Muzical cu Revista 62, aceasta a hotărât să plece în Gorj, solicitând Ministerului Învățământului și Culturii funcția de folclorist la „Taraful Gorjului”, pentru a iniția și a supraveghea soliștii tineri în ceea ce privește ținuta scenică și interpretarea vocală.

Concertul Mariei Tănase cu „Taraful Gorjului” în 1963

Maria Tănase a fost cea care a alcătuit programul și itinerarul turneului orchestrei din perioada 14 aprilie-25 iunie 1963. Itinerarul cuprindea toate orașele mari ale țării, solista reușind să cânte alături de orchestră până pe 1 mai, când, din cauza bolii, a fost înlocuită de Mia Braia.

## Orchestra Doina Gorjului
Ansamblul Artistic Doina Gorjului a luat ființă în data de 1 iulie în anul 1968, prin decizia Consiliului Județean Provizoriu Gorj, când s-a hotărât transformarea Tarafului Gorjului în Orchestra Populară Doina Gorjului, având o secțiune de dansuri și un efectiv de 70 de posturi. Pentru formația de dansuri au fost făcute selecții și au fost admiși la Doina Gorjului, dansatorii de la Ansamblul Jiulețul. Ideea alipirii la Taraful Gorjului a formației de dansuri a avut-o dirijorul Anghel Barabancea. 
Ansamblul a fost subordonat câteva luni, Comitetului pentru Cultura și Artă al Sindicatelor Gorj, iar din anul 1970 a fost preluat de Consiliul Județean al Sindicatelor Gorj. Primele înregistrări au apârut în anul 1970, când sub bagheta lui Gelu Barabancea au cântat, Filofteia Lăcătușu, Ileana Leonte, Sica Rusu Durlai, Ștefania Ețegan, Alexandru Roman și Nelu Bălășoiu. Iar în anul 1972 a fost editat primul disc al ansamblului la Electrecord. 
Ansamblul Artistic Doina Gorjului a participat cu succes, fiind mereu premiat, la toate marile festivaluri-concurs de folclor. A prezentat spectacole în județ și în țară, având colaboratori de frunte ai muzicii populare românești: Maria Lătărețu, Maria Ciobanu, Ion Dolănescu, Gheorghe Roșoga, Maria Apostol. În perioada 18-20 octombrie 1979, s-a organizat la Târgu Jiu prima ediție a Festivalului-Concurs Maria Lătărețu sub bagheta dirijorului Ionel Budișteanu. Doina Gorjului a acompaniat peste 40 de concurenți din 23 județe, iar în recitalurile extraordinare, pe îndrăgiții soliști: Lucreția Ciobanu, Maria Apostol, Polina Manoilă, Ion Drăgoi, Dumitru Bălășoiu, Angelina Stoican, Gheorghe Roșoga. 
După anul 1989, Doina Gorjului a parcurs mai multe etape spre gloria națională. În perioada 18 martie - 30 aprilie 1994, Doina Gorjului a susținut turneul din America de Sud și Centrală, ducând faima cântecului și dansului românesc în Uruguai, Costa Rica, Guatemala și Mexic. Între 20 iulie - 20 august 1997, ansamblul a fost prezent la concursurile turneu din Spania și Portugalia. 
Orchestra a continuat să fie mesagerul cântecului și dansului românesc peste hotare, susținând spectacole în Israel (1997),  Franța (1998, 2001, 2002, 2003, 2004), Spania și Portugalia (2001).

## Membri notabili
În decursul celor 75 de ani, în cadrul orchestrei, au activat mai mulți instrumentiști și soliști locali (unii fiind astăzi lăutari independenți, cu taraf propriu), dar și nume importante al muzicii populare: 
- soliști vocali: Maria Tănase, Eugenia Bîrsan, Lia Bobirci, Iustina Băluțeanu, Ileana Leonte, Nicolae Drăgan, Ileana Bărbulescu, Nuca Sârbulescu, Maria Cidoiu, Ion Sârbu, Gheorghe Zălog, Virgil Popovici, Nelu Bălășoiu
- violoniști: Petre Zlătaru, Ion Falcoe, Vasile Falcoe, Petre Falcoe, Ion Bobirci, Ion Luca, Alexandru Trohonel, Alexandru Cidoiu, Constantin Cidoiu, Victor Tantan, Ion Lătărețu, Aurel Ștefu, Constantin Suchici, Traian Mihu, Dumitru Pițigoi, Constantin Pițigoi, Gheorghe Pițigoi, Vasile Bolovan, Victor Turleanu, Ion Chirițoiu, Florea Chirițoiu, Alexandru Holtea, Constantin Bolovan, Vasile Buzner, Grigore Murgu, Constantin Ariciu, Paul Gușe, Constantin Bălășoiu, Ion Bobirci, Marin Fieraru, Ion Puia, Sandu Trohonel, Constantin Trohonel
- braciști: Ion Diaconescu, Vintilă Golea, Nicolae Lătărețu, Tudor Bolovan, Mustățea Robert Florian
- naiști: Nelu Ciocan
- clarinetiști: Ion Bălan, Ion Savu
- fluierași: Ion Dascălu, Costică Burleanu, Traian Cioculescu, Virginica Surcel
- chitariști: Alexandru Tănase, Gheorghe Căldăraru-Doicin
- acordeoniști: Ilie Tudor, Gheorghe Suchici, Elisabeta Dobiroi, Marin Dobre
- țambaliști: Vasile Barangă, Vasile Groza, Florea Stan, Tudor Mustățea, Dorel Toncea,Florin Mustățea
- basiști: Dumitru Burlan, Petre Suchici, Tuchi Lătărețu, Constantin Bobirci, Ion Munteanu, Robert Popescu

## Dirijori
- Nicolae Novac (1949 - 1968)
- Gelu Barabancea (1968 - 1973)
- Stelian Ghiocel (1973 - 1982)
- Ionel Puia (1982 - 1996)
- Marin Ghiocel (1991 - 2003)
- Aurel Blondea (2003 - prezent)
- Marcel Parnica (2003 - 2022)